# Zonder jou (Gers Pardoel)
Zonder jou is een lied van de Nederlandse zanger en rapper Gers Pardoel. Het werd in 2015 als single uitgebracht.

## Achtergrond
Zonder jou is geschreven door Gers Pardoel, Cimo Fränkel en Thom van der Bruggen en geproduceerd door Pardoel. Het is een nummer uit het genre nederpop. In het lied rapt en zingt de artiest over hoe hij zich zonder zij geliefde nutteloos en dom voelt. Hij vertelt daarnaast hoeveel hij van haar houdt. 

## Hitnoteringen
Gers Pardoel had succes met het lied in de hitlijsten van het Nederlands taalgebied. Het stond op de twintigste plaats van de Vlaamse Ultratop 50 in de enige week dat het in deze hitlijst te vinden was. Zowel de Nederlandse Single Top 100 als de Nederlandse Top 40 werd niet bereikt; bij laatstgenoemde kwam wel tot de vijfde plaats van de Tipparade.